# Áed mac Domnaill Óic Ó Domhnaill
Áed mac Domnaill Óic Ó Domhnaill (mort en 1333) est le 6e O'Donnell ou Ua Domhnaill du  clan, et roi de  Tyrconnell en Irlande  de  1281 à 1290 puis de 1291 à sa mort.

## Origine
Áed mac Domnaill Óic Ó Domhnaill est le fils aîné de  Domnall Óc mac Domnaill Ó Domhnaill.

## Règne
En 1281 Aed Buide mac Domnaill Óig roi de Tir Éogain assisté des anglais d'Ulster remporte une grand victoire à Disert-da-chrioch sur le Cenél Conaill et ses alliés qui périssent en grand nombre. Domnall Óc mac Domnaill Ó Domhnaill est tué dans le combat et inhumé dans le monastère de Derry Áed mac Domnaill Óic  est désigné comme roi à sa place .En 1290 Áed mac Domnaill Óic est déposé par son propre frère Toirdhealbhach mac Domnaill Óic Ó Domhnaill appuyé par les Gallowglass du clan de sa mère les Mac Donald d'Écosse et il s'attribue la seigneurie par la force .
L'année suivante Richard de Bourg comte d'Ulster mène une armée dans le roi de Tir Éogain  il dépose son roi Domnall mac Brian Ó Néill  et le remplace par Brian mac Aeda Buide il conduit ensuite ses troupe dans le Tyrconnell contre Toirdhelbach mac Domnaill Óic Il pille la région sans épargner les propriétés ecclésiastiques et pousse son avancée jusque dans le Connacht où il reçoit des otages. Áed met à profit la confusion pour récupérer son royaume  Áed meurt en 1333 après avoir pris l’habit de moine et il est inhumé dans le monastère d'Assaroe. Son fils Conchobar mac Aodha Ó Domhnaill lui succède mais il doit faire face à la compétition de son frère cadet Art qu'il tue lors d'un combat 

## Postérité
Áed mac Domnaill Óic Ó Domhnaill laisse six fils:
- Conchobar mac Aodha Ó Domhnaill
- Fedhlimidh mac Aodha Ó Domhnaill
- Niall mac Aodha Ó Domhnaill
- Donnchadh
- Art tué en 1333 par son frère Conchobar mac Aodha ;
- Maghnus Meabhlach (†  1363)